# Oniscodesmidae
Oniscodesmidae é uma família de milípedes pertencente à ordem Polydesmida.
Géneros:
- Amphitomeus Verhoeff, 1941
- Barrodesmus Chamberlin, 1940
- Crypturodesmus Silvestri, 1897
- Detodesmus Cook, 1896
- Glomerisphaerium Verhoeff, 1951
- Huanucodesmo
- Katantodesmus Attems, 1898
- Lathrurodesmus Silvestri, 1910
- Ligiodesmus Pocock, 1909
- Lignydesmus Cook, 1896
- Oniscodesmus Gervais & Goudot, 1844
- Perusphaerium Verhoeff, 1951
- Tomeosphaerium Verhoeff, 1941